# 克雷格·努恩
格力·史提芬·洛尼（英語：Craig Stephen Noone，1987年11月17日—）是一名英格蘭職業足球員，司職翼鋒，早年在低組別球隊參賽，成名於白禮頓，目前效力澳大利亞職業足球聯賽球會墨爾本城。

## 生平
早年
洛尼在利物浦市出生，在學期間已獲利物浦相中接受足球訓練，惟於11歲時遭放棄。他其後成為三行工人，並曾在2008年為利物浦隊長史提芬·謝拉特的大宅擴建的健身房舖設屋頂。而他並沒有放棄足球事業，時有參加初級及業餘賽事，並於15歲時加盟域斯咸，1年後再被放棄。洛尼只有繼續在非聯賽賽事中打滾，並入讀麥耶斯夫學院（Myerscough College）6個月。
洛尼其後以青年球員身份加入西北郡足球聯賽甲組球會斯科梅達（Skelmersdale United），並於2005/06年球季成功晉身一隊行列，當季球隊獲得聯賽亞軍升班到北部超級聯賽甲組聯賽。2007年夏季洛尼前赴比利時接受皇家安特衛普的試訓，但沒有獲得合約而回。同年10月由利亚姆·沃森（Liam Watson）帶領剛升班上議會北部聯賽的伯斯哥夫（Burscough）以兩年合約簽入洛尼。9個月後重返修夫港的利亚姆·沃森從舊東家伯斯哥夫再次引入洛尼，但他只逗留了1個多月及僅為球隊上陣1場便離隊他投。
普利茅夫
2008年8月14日英冠球會普利茅夫羅致洛尼，簽約兩年，轉會費沒有透露，據報最終可能超越10萬英鎊。8月30日洛尼首披普利茅夫戰衣，於作客0-0賽和般尼的聯賽在下半場後補登場。11月15日洛尼取得職業足球生涯首個入球，於作客對高雲地利下半場68分鐘替補查美·麥基爾上陣，在完場前3分鐘射入奠勝球，協助球隊1-0獲勝全取3分，而這僅是他的第4場的英冠聯賽。加盟首季洛尼在聯賽上陣21場，其中有3場正選登場，並在英格蘭足總盃作客酋長球場1-3負於阿仙奴後補上陣。而在冬季轉會窗期間，有傳聞英超球會韋根和新特蘭均對標價80萬英鎊的洛尼有意思。
2009/10年球季季初洛尼於2場聯賽及1場盃賽後補上陣後，在2009年9月11日被借用到英甲球會艾斯特城3個月汲取上陣機會。他於翌日首次上陣作客對奧連特即在35碼轟入一球為球隊扳平1-1。10月31日洛尼於主場3-0擊敗賓福特再有入球進帳，兩日後普利茅夫提前召回洛尼，期間上陣7場全部擔任正選。返回普利茅夫後洛尼繼續擔任板凳球員，2010年2月20日少有正選上陣的洛尼於主場1-1賽和莱斯特城為球隊頂入扳平。總結第二季為普利茅夫在聯賽上陣17場，同樣有3場正選上陣，並在聯賽盃及足總盃各後補上陣1場，但開始受到財務困擾的普利茅夫於球季結束後降班英甲。
2010/11年球季隨隊降班的洛尼承時崛起，2010年9月18日主場3-2擊敗錫周三射入奠勝球；10月5日在英格蘭聯賽錦標作客2-0擊敗車頓咸再下一城；10月30日作客對奧咸又有入球，但於兩人被罰離場下最終以2-4落敗而回；11月23日獲委為普利茅夫隊長的洛尼於主場2-1擊敗杜根咸射入奠勝球。上半季上陣17場聯賽射入3球，而在4場盃亦有1球斬獲，在陣中炙手可熱，但球會因欠稅被申請清盤，被迫於2011年1月轉會窗出售球員套現，洛尼是四名遭出售的球員之一。
白禮頓
2010年12月31日英甲球會白禮頓證實洛尼將於翌日轉會市場重開後來投，轉會費金額沒有透露，簽約三年半，取代較早前斷腳的借將卡曾加·卢阿卢阿的左翼席位。1月3日首度上陣作客對上季曾以借用身份效力的艾斯特城，以2-1獲勝奏凱而回。洛尼於加盟的首半季上陣23場，其中10場出任正選，並取得兩個入球，包括主場對高車士打單人匹馬炮製的20碼遠射，和另一場主場對哈特普爾的漂亮「窩利」。白禮頓順利贏得英甲冠軍及來季直接升班英冠資格。
2011/12年球季卡曾加·卢阿卢阿傷瘉後再以借用身份效力白禮頓6個月，直接與洛尼競爭正選席位。2011年8月6日聯賽揭幕戰主場對唐卡士打，卡曾加·卢阿卢阿正選上陣，半場落後1球後換入洛尼加強攻力，最終反勝2-1取得在運通球場的首場勝仗。8月27日洛尼於主場對一同升班的彼德堡取得球季的首個入球。期間白禮頓在英格蘭聯賽盃連過兩關晉級第三圈，抽籤獲得主場對利物浦，而長期養傷的史提芬·謝拉特亦有望在這場賽事復出，洛尼得悉後大為雀躍。9月21日利物浦以強陣壓境，克雷格·贝拉米於7分鐘先拔頭籌，洛尼於下半場甫開賽的25碼遠射中楣未能為球隊扳平，最終以1-2僅敗結束比賽。2012年3月7日洛尼與白禮頓簽訂新約留隊至2015年夏季。
卡迪夫城
2012年8月30日，英冠球會卡迪夫城從另一英冠球會白禮頓簽入洛尼，轉會費估計為100萬英鎊，合約為期四年。

## 榮譽
白禮頓
- 英格蘭足球甲級聯賽冠軍：2010/11年；

卡迪夫城
- 英格蘭足球冠軍聯賽冠軍：2012/13年；

## 外部連結
- 足球数据库：格力·洛尼的球员统计数据
- 白禮頓官網簡歷
- The Monday Profile: Craig Noone （页面存档备份，存于）